# Новожилов, Михаил Галактионович
Михаил Галактионович Новожилов (29 июня [12 июля] 1911, Нижний Тагил, Пермская губерния — 1997, Днепропетровск) — советский учёный и педагог. Горный инженер. Профессор, доктор технических наук. Директор Магнитогорского горно-металлургического института (1955—1966).

## Биография
Родился в 1911 году в пос. Нижнетагильский завод.
В 1927 г. закончил среднюю школу и поступил в Нижнетагильский горный техникум. После окончания техникума был рекомендован для поступления в Свердловский горный институт.
Окончил Свердловский горный институт в 1935 году, стал горным инженером по специальности «разработка горных месторождений». С 1938 года — на преподавательской работе в Свердловском горном институте, доцент. В 1941 году защитил кандидатскую диссертацию.
Участник Великой Отечественной войны.
После войны работал заместителем директора по научной работе Свердловского горного института и одновременно заведовал кафедрой открытых горных работ, хотя она и просуществовала недолго, так как вскоре Новожилов уехал в Магнитогорск.
В 1955—1956 годах — директор Магнитогорского горно-металлургического института и заведующий кафедрой разработки месторождения полезных ископаемых института.
В октябре 1956 года в Днепропетровском горном институте учредил первую в системе высшей школы Украины кафедру разработки рудных месторождений и открытых горных работ, оставался её бессменным заведующим в течение 33 лет. За этот период кафедра стала крупным научно-образовательным центром, подготовив около тысячи горных инженеров-открытчиков.
Умер в апреле 1997 года.

## Научные труды
Главные научные труды посвящены проблемам открытой разработки месторождений на больших глубинах, восстановлению и рекультивации земель при открытой разработке месторождений.

## Награды
- Государственная премия УССР в области науки и техники (1972)[3];
- Государственная премия УССР в области науки и техники (13 декабря 1983) — за разработку и широкое промышленное внедрение прогрессивной циклично-поточной технологии на железорудных карьерах Кривбасса[4]